# Antusa de Constantinoble
Antusa de Constantinoble (757-808/809) va ser una princesa romana d'Orient, filla de Constantí V i d'Eudòxia. Va fer vida monàstica i, així mateix, es dedicà a fer obres de caritat. Considerada una defensora de les imatges religioses, a diferència de la iconoclàstia que va promoure el seu pare, l'església ortodoxa la considera santa i la commemora el 12 d'abril.
Sobre la seva vida no se'n sap gaire, atès que la majoria de dades les donen escrits litúrgics ortodoxos com el Menologi o el Sinaxari, que recullen les vides dels sants. Va ser filla de l'emperador Constantí V Coprònim (741-775) i la seva tercera muller, Eudòxia. Hom ha afirmat que va rebre el nom en honor de l'abadessa, i després santa, Antusa de Mantinea, que hauria predit el seu naixement a l'emperadriu Eudòxia, que es creia estèril; aquesta Antusa seria posteriorment perseguida a causa de la seva defensa de les imatges religioses enfront de la política iconoclasta de Constantí V.
Malgrat la intenció del seu pare de casar-la, va decidir adoptar una vida monàstica, entrant com a monja al monestir d'Eumènia, tonsurada pel patriarca Tarasi. Sobre la seva postura davant les imatges, el Sinaxari no dona dades al respecte, però probablement fos iconòdula, atesa la seva vinculació amb l'emperadriu Irene, una fervent defensora de les imatges, i el patriarca Tarasi.
A la mort del pare, Lleó IV va donar a la seva germana una sèrie de béns que li pertanyien a lliure disposició, la qual els va utilitzar per fer obres de caritat: va destinar-los a la reparació de diversos convents, el rescat de captius empresonats pels musulmans a les costes de l'imperi, a la fundació d'asils per orfes, entre d'altres. Posteriorment, el Sinaxari diu que l'emperadriu Irene va demanar associar-la al poder, però no sembla quelcom probable a causa del caràcter autòcrata d'aquesta emperadriu, que va fer entrar en monestirs els cinc germans d'Antusa i, més tard, va deposar i cegar el seu propi fill, Constantí VI, per emparar-se del poder.
Va morir als 52 anys, l'any 808 o 809. L'església ortodoxa la va declarar santa i commemora la seva festa el 12 d'abril.